# Vincent Veillon
Pour les articles homonymes, voir Veillon.
Vincent Veillon, né le 23 avril 1986 à Monthey, est un animateur de radio et de télévision, un humoriste et un producteur de télévision et de spectacle suisse.

## Vie professionnelle
En 2003, il devient animateur sur Radio Chablais, à Monthey,. Après avoir obtenu un bachelor en design graphique à l'École cantonale d'art de Lausanne, il rejoint en 2009 Couleur 3, station de radio publique suisse romande, dont les studios sont à Lausanne, pour laquelle il réalise des chroniques, puis la couverture médiatique du Paléo Festival de Nyon. Dès août 2011, il y est chargé de produire et d'animer la matinale, Lève-toi et marche, pendant laquelle il co-anime notamment, entre septembre 2011 et juin 2014, la chronique humoristique 120 secondes (abrégé en 120’’). Il y tient le rôle d'interviewer, face à des personnages fictifs joués par Vincent Kucholl, souvent sur des sujets d'actualité locale. L'émission, filmée, est également disponible sur le site web de la station.
Vincent Veillon rejoint en 2013 la troupe d'improvisation Avracavabrac, dont fait partie Vincent Kucholl, qui joue depuis plusieurs années sur les scènes lausannoises.
En mai 2013, les deux humoristes font leurs débuts sur scène avec 120’’ présente la Suisse, un spectacle qu'ils présentent 145 fois jusqu'à fin 2014, surtout en Suisse romande, mais également à Winterthour, à Évian-les-Bains et à Paris, à L'Européen (où le spectacle, adapté, s'intitule 120 secondes : la Suisse expliquée aux pauvres Français),,.
Une fois la tournée terminée, Vincent Veillon quitte la radio pour animer, toujours avec Vincent Kucholl, dès janvier 2015, 26 minutes, émission de télévision humoristique diffusée hebdomadairement sur la chaîne publique RTS Un et produite par Les Productions 360, la société de production qu'ils créent pour l'occasion en collaboration avec Vincent Sager, le directeur d'Opus One,. Reprenant le principe des fausses interviews de 120 secondes, l'émission propose également de faux reportages, sous l’œil d'une personnalité invitée (comme Stan Wawrinka, René Prêtre ou Bastian Baker). Le programme s'arrête en décembre 2017, après la 100e émission,,.
En juillet 2015, ils se produisent au Paléo Festival de Nyon, devant 35 000 spectateurs, dans un spectacle spécialement créé pour l'occasion, intitulé 120’’ présente Paléo,.
Début 2018, il monte sur scène, toujours accompagné de Vincent Kucholl, dans Le fric, un spectacle humoristique qui tournera en Suisse Romande jusqu'en mars 2019. En parallèle, dès le 1er septembre 2018, les deux comédiens rejoignent à nouveau la chaîne de télévision RTS pour une nouvelle émission mensuelle. Ils reprennent de plus chaque vendredi, cette fois sur la radio La Première, leur chronique 120 secondes,,.
Les deux Vincent accompagnent en 2019 la tournée du cirque Knie, le principal cirque suisse, en Suisse romande et au Tessin.
En 2021, il monte un spectacle avec Christophe Auer dénommé « La meilleure chanson de tous les temps » avec une tournée en Suisse romande.

## Vie privée
Vincent Veillon est le fils de Pierre-François Veillon, ancien député au Grand Conseil vaudois et ancien conseiller national. Il passe son enfance aux Plans-sur-Bex et est originaire de Bex. Domicilié à Lausanne, marié, il a deux filles, nées en 2018 et 2020.